# غلامعلی خوشرو
غلامعلی خوشرو دیپلمات ایرانی و سفیر و نمایندۀ دائم ایران در سازمان ملل متحد از سال ۱۳۹۳ تا ۱۳۹۷ بود.

## پیشینه
خوشرو در سال‌های اولیه پس از انقلاب (۱۳۶۱) دانشکده روابط بین‌الملل وزارت امور خارجه را به منظور تربیت دیپلمات‌های متعدد و متخصص تأسیس کرد و به مدت هشت سال ریاست این مرکز دیپلماسی را به عهده داشت. وی سپس به مدت هفت سال سفیر و معاون نمایندگی جمهوری اسلامی ایران در نیویورک بوده‌است. خوشرو در دولت اول و دوم محمد خاتمی، معاون وزیر امور خارجه در امور آموزش و پژوهش و سفیر ایران در کشور استرالیا بوده‌است. وی همچنین در سال‌های ۸۴–۱۳۸۰ همزمان با اوج گیری مناقشات هسته‌ای، معاونت حقوقی و بین‌المللی وزارت امور خارجه را برعهده داشت و در مذاکرات هسته ای و طراحی نحوه تعامل تیم حسن روحانی با طرف‌های مذاکراتی نقش فعال داشت.
خوشرو در سال‌های اخیر به عنوان تحلیلگر و پژوهشگر در جلسات متعدد بین‌المللی شرکت کرده و مقالات و سخنرانی‌های زیادی ارائه کرده است. وی در این سال‌ها بیشتر بر حوزه‌های فکری و نظری نظیر لزوم و لوازم گفتگو، اجتناب از افراطی‌گری و خشونت، نقش مردم سالاری دینی در بیداری اسلامی و احیاء تمدن نوین اسلام تمرکز داشته‌است. وی دانش آموخته جامعه‌شناسی در دانشگاه تهران، دانشگاه تربیت مدرس و مدرسه جدید تحقیقات اجتماعی در نیویورک است و سال‌ها به تدریس در دانشگاه‌های مختلف کشور نظیر دانشکده روابط بین‌الملل، دانشگاه تهران و دانشگاه تربیت معلم پرداخته است.